# Drets del col·lectiu LGBT a Mongòlia
Les persones lesbianes, gais, bisexuals i transsexuals (LGBT) a Mongòlia s'enfronten a uns certs desafiaments legals i socials que no experimenten les persones heterosexuals cisgènere residents, encara que s'han produït millores substancials des de la dècada de 1990.
L'homosexualitat es va penalitzar a Mongòlia en 1961 a través del seu codi penal. Després de la revolució democràtica mongola i la transició pacífica a la democràcia, es va legalitzar l'homosexualitat i ha augmentat la sensibilització sobre les persones LGBT. Els delictes d'odi per motius d'orientació sexual i identitat de gènere comporten penes legals addicionals. El discurs d'odi basat en aquestes dues categories està prohibit al país des de l'1 de juliol de 2017. No obstant això, les llars encapçalades per parelles del mateix sexe no poden acollir-se a les mateixes proteccions legals disponibles per a les parelles de diferent sexe.
El Centre LGBT (actiu des de 2007) declara que el seu mandat és «defensar els drets humans de lesbianes, gais, bisexuals i transsexuals a Mongòlia». És el principal motor dels canvis polítics i legislatius al país entorn dels drets LGBT. Històricament, la primera organització de drets humans d'homes homosexuals es va crear el març de 1999, i es va dir Tavilan (que significa «destí» en mongol).

## Taula de resum
| Activitat sexual legal amb el mateix sexe                                                                     | (Des de 1993)                           |
| Mateixa edat de consentiment                                                                                  | (Des de 1993)                           |
| Lleis antidiscriminació a la feina                                                                            | No                                      |
| Lleis antidiscriminació en la prestació de béns i serveis                                                     | No                                      |
| Lleis antidiscriminació en tots els altres àmbits (inclosa la discriminació indirecta i la incitació a l'odi) | (Des de 2017; rarament s'hi aplica)     |
| Lleis contra els delictes d'odi que incloguin l'orientació sexual i la identitat de gènere                    | (Des de 2017; rarament s'hi aplica)     |
| Matrimoni del mateix sexe                                                                                     | (Prohibició constitucional des de 1992) |
| Reconeixement de les parelles del mateix sexe                                                                 | No                                      |
| Adopció de fillastres per parelles del mateix sexe                                                            | No                                      |
| Adopció conjunta per parelles del mateix sexe                                                                 | No                                      |
| Adopció per persones solteres independentment de la seva orientació sexual                                    | Unknown                                 |
| Prestació de servei militar per gais i lesbianes                                                              | Unknown                                 |
| Dret legal a canviar de gènere                                                                                | (Des de 2009; requereix cirurgia)       |
| Accés a la fecundació in vitro per lesbianes                                                                  | No                                      |
| Subrogació comercial per a parelles d'homes homosexuals                                                       | No                                      |
| Permís per donar sang als MSMs                                                                                | Unknown                                 |